# Pleione limprichtii
Pleione limprichtii é uma espécie de orquídea (Orchidaceae) do Sudeste Asiático.